# Szczecins spårvägar
Szczecins Spårvägar eller Stettins Spårvägar (polska: Tramwaje w Szczecinie) är en normalspårig spårväg i Stettin, Polen, och består av 12 linjer. Spårvägen tillkom 23 augusti 1879 i den dåvarande tyska staden Stettin och är idag 119 km lång. Spårvägen har två depåer och tolv vändslingor. Trafiken bedrivs av Tramwaje Szczecińskie på uppdrag av ZDiTM (Zarząd Dróg i Transportu Miejskieg). Turistlinjen drivs av en museiförening.

## Spårvägslinjer
Från och med den 10 juli 2024. Tabellen nedan visar den grundläggande layouten för spårvagnslinjer. Tillfälliga ruttändringar finns på ZDiTM-webbplatsen.
|  | Sträcka |
|  | --- |
|  | Osiedle Zawadzkiego ↔ Potulicka Szafera – Wojska Polskiego – Piłsudskiego – Matejki – Plac Żołnierza Polskiego – Niepodległości – 3 Maja – Narutowicza – Potulicka                                                                    |
|  | Dworzec Niebuszewo ↔ Turkusowa Orzeszkowej – Asnyka – Kołłątaja – Wyzwolenia – Niepodległości – Wyszyńskiego – Energetyków – Gdańska – Eskadrowa – Hangarowa – Jaśminowa                                                              |
|  | Osiedle Zawadzkiego ↔ Pomorzany Szafera – Arkońska – Niemierzyńska – Krasińskiego – Wyzwolenia – Niepodległości – Dworcowa – Nowa – Kolumba – Chmielewskiego – Smolańska                                                              |
|  | Osiedle Zawadzkiego ↔ Stocznia Szczecińska Szafera – Sosabowskiego – Żołnierska – Mickiewicza – Bohaterów Warszawy – Jagiellońska – Piastów – Piłsudskiego – Matejki – Malczewskiego – Parkowa – Dubois – Firlika                     |
|  | Gocław ↔ Pomorzany Lipowa – Światowida – Strzałowska – Wiszesława – Dębogórska – Ludowa – Druckiego-Lubeckiego – Stalmacha – Nocznickiego – Firlika – Łady – Jana z Kolna – Nabrzeże Wieleckie – Kolumba – Chmielewskiego – Smolańska |
|  | Osiedle Zawadzkiego ↔ Turkusowa Szafera – Sosabowskiego – Żołnierska – Mickiewicza – Bohaterów Warszawy – Krzywoustego – Plac Zwycięstwa – Wyszyńskiego – Energetyków – Gdańska – Eskadrowa – Hangarowa – Jaśminowa                   |
|  | Gumieńce ↔ Turkusowa Kwiatowa – Ku Słońcu – Sikorskiego – Krzywoustego – Plac Zwycięstwa – Wyszyńskiego – Energetyków – Gdańska – Eskadrowa – Hangarowa – Jaśminowa                                                                   |
|  | Głębokie ↔ Potulicka Wojska Polskiego – Wawrzyniaka – Bohaterów Warszawy – Krzywoustego – Plac Zwycięstwa – Niepodległości – 3 Maja – Narutowicza – Potulicka                                                                         |
|  | (Głębokie ↔) Las Arkoński ↔ Plac Rodła ↔ Gumieńce (Wojska Polskiego – Arkońska –) Niemierzyńska – Krasińskiego – Wyzwolenia – Niepodległości – Plac Zwycięstwa – Krzywoustego – Sikorskiego – Ku Słońcu – Kwiatowa                    |
|  | Ludowa ↔ Pomorzany Ludowa – Druckiego-Lubeckiego – Stalmacha – Nocznickiego – Firlika – Dubois – Parkowa – Malczewskiego – Matejki – Piłsudskiego – Piastów – Powstańców Wielkopolskich – Budziszyńska                                |
|  | Dworzec Niebuszewo ↔ Pomorzany Orzeszkowej – Asnyka – Kołłątaja – Wyzwolenia – Piłsudskiego – Piastów – Powstańców Wielkopolskich – Budziszyńska                                                                                      |

## Historia

### Hästspårvägen

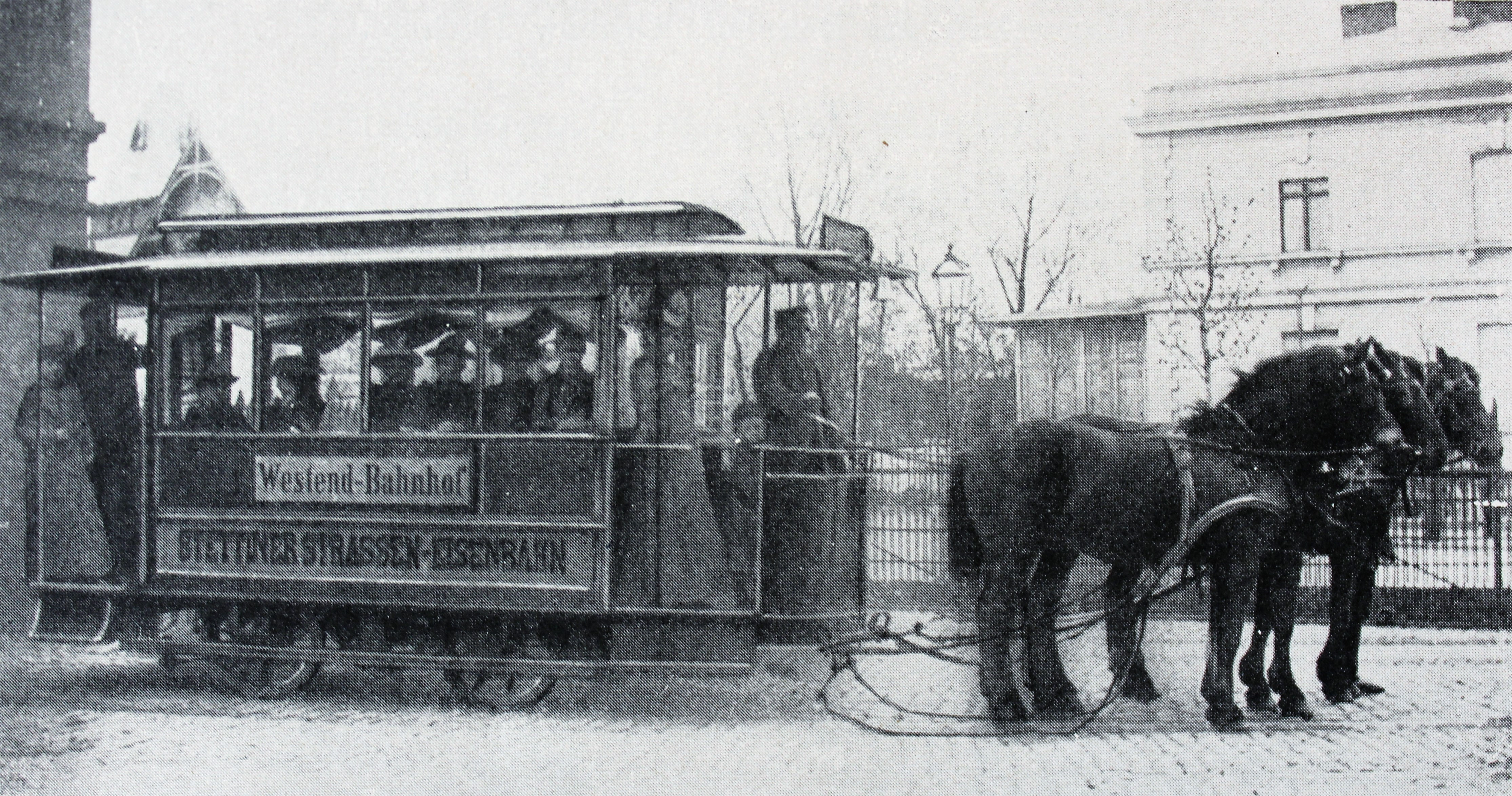
Hästspårvagn i Stettin 1893

Den 21 oktober 1872 innan rivningen av stadsmuren, fick den tyske ingenjören Johannes Büssing uppdrag av kungliga polisdirektoratet i Berlin att få bygga en hästdragen spårvägslinje i Stettin. Sex år senare skrevs ett kontrakt med staden Stettin om att bygga en hästspårvagn. Den 25 mars 1879 grundades Stettiner Strassen-Eisenbahn-Gesellschaft som fick uppdraget att köra spårvagnarna i staden. Den 23 augusti 1879 togs den första hästdragna spårvagnslinjen i drift. Den ledde från Westend via Berliner Tor, Rossmarkt och Königstor till Elysium. Två månader senare, den 16 oktober 1879, togs den andra linjen i drift. Den ledde från Frauendorf via Ludowa, Königstor och Berliner Tor till Al. 3 Maja. Rutten för den första linjen användes mellan Berliner Tor och Grabower Straße. Linjenätets längd var då cirka 11,5 kilometer. 20 tvåaxlade vagnar från Würzburg fungerade som fordon och företaget hade också 80 hästar till sitt förfogande. Den första depån var belägen vid dagens Wojska Polskiego, där fordonen och hästarna förvarades. Den 3 augusti 1885 delades linjen som byggdes först i två linjer, en linjegren ledde från huvudstationen till Elysium och den andra från huvudstationen till Westend. En annan linje öppnades samma dag. Denna ledde från Cap Cherie till Dampfschiffbollwerk. Denna linje hade från början ingen anslutning till resten av spårvägsnätet, utan fick det först år 1887.  

### Elektrifiering

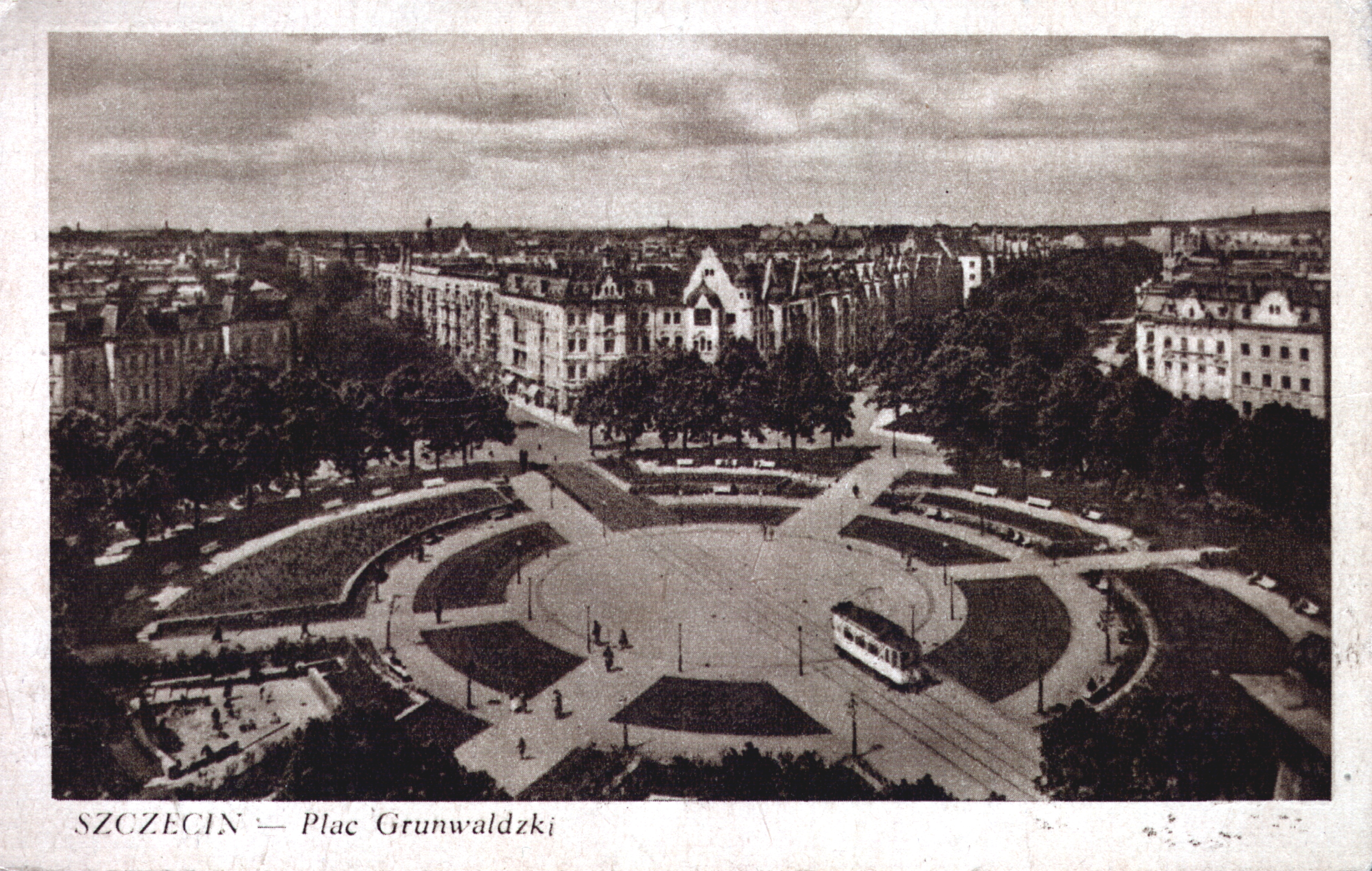
Spårvagn vid Kaiser Wilhelm Platz 1930

Den 4 juli 1897 togs den första elektriska spårvagnslinjen i drift. Den ledde från Westend till Breite Straße. År 1898 ägde Stettin Straßen-Eisenbahn-Gesellschaft fortfarande 39 hästdragna spårvagnar och 198 hästar. Under tiden som följde omvandlades de hästdragna spårvagnslinjerna till eldrift av AEG. År 1900 slutfördes elektrifieringen av alla spårvagnslinjer. Vissa delar av linjenätet vid denna tidpunkt hade redan då fått dubbelspår. Den 1 oktober 1904 öppnades linjen från Berliner Tor till Zentralfriedhof (Centralkyrkogården). 1905 numrerades linjerna och fick olika färger. 
Linje 1: Westend (Łękno) – Lastadie (Łasztownia) (Linjefärg: Gul)
Linje 2: Berliner Tor (Brama Portowa) – Zentralfriedhof (Cmentarz Centralny) (Linjefärg: Grå)
Linje 3: Nemitz (Niemierzyn) – Stettins Centralstation (Linjefärg: Orange)
Linje 4: Pommerensdorf (Pomorzany) – Arndtplatz (pl. Szarych Szeregów) (Linjefärg: Grön)
Linje 5: Alleestr. (Wawrzyniaka) – Turnerstr. (Jagiellońska) – Unterwiek (Jana z Kolna) (Linjefärg: Blå)
Linje 6: Stettins Centralstation – Zabelsdorf (Niebuszewo) (Linjefärg: Vit)
Linje 7: Frauendorf (Golęcino) – Bellevue (Potulicka) (Linjefärg: Röd)
1907 öppnades spårvagnsdepån i Niemierzyn. På grund av inköp av nya fordon behövdes ytterligare en depå. Golęcin-depån togs i drift 1912. De befintliga spårvagnslinjerna utökades flera gånger fram till första världskriget. 1912 togs linje 8 i drift. Den ledde från Schinkelplatz (pl. Kościuszki) till Grabower Straße. Inga förändringar gjordes i spårvagnsnätet förrän 1923 på grund av första världskriget. Från 1920 till 1924 sjönk passagerarantalet igen på grund av inflationen. Från 1923 ledde linje 4 till Zentralfriedhof, medan linje 2 och 8 stängdes av på grund av brist på fordon. Linje 2 återaktiverades sedan året efter, då 20 nya fordon levererades från Dessau. Med leveransen av 42 nya fordon kunde verksamheten på de återstående linjerna upprätthållas. 1924 stängdes sträckan mellan Stettins centralstation och Zentralfriedhof och linje 4 slutade vid Stettins centralstation. 1926 påbörjades byggnadsarbetet av en spårvagnsförbindelse till Stettins flygplats och utbyggnaden av flygplatsen stod klar 1927. På grund av många önskningar från bostadsområdena i staden att få separata spårvagnsförbindelse så förlängdes spårvagnslinjerna sedan flera gånger. Medelhastigheten för spårvagnarna var ca 16 km/h. 1934 bytte linjerna 5 och 7 nummer med varandra. Spårvägsnätets längd var 50,3 kilometer 1940 och 58,8 miljoner resor gjordes då. I mitten av andra världskriget fick verksamheten avbrytas på vissa linjer eftersom de inte längre var framkomliga på grund av de allierade bombningarna av staden. Den 24 april 1945 beslutade de tyska myndigheterna att helt överge driften av spårvagnen på grund av röda armens offensiv.

### Efter andra världskriget
Efter andra världskriget hade ca 75 procent av luftledningarna, 70 procent av fordonsparken och 56 procent av hela spårvagnsnätet förstörts.
Med inköp av nya fordon och ombyggnad av banorna kunde verksamheten återupptas den 12 augusti 1945. Till en början trafikerades endast linjerna 1, 3, 4 och 7. Linje 6 kunde inte tas i drift igen förrän 1946, eftersom bron över järnvägsanläggningen vid Stettins centralstation behövdes återuppbyggas då den förstördes i slutet på kriget. 
År 1948 hade trafiken återupptagits på sju linjer:
Linje 1: Zajezdnia Pogodno – Wojska Polskiego – Brama Portowa
Linje 2: Kołłątaja – Niebuszewo (Zabelsdorf)
Linje 3: Pomorzany (Tiergarten) – Las Arkoński
Linje 4: Powstanców Wlkp. – Hauptbahnhof
Linje 5: Lubeckiego – Ku Słoścu
Linje 6: Gocław – Lubeckiego
Linje 7: Żołnierska – Jana z Kolna (Unterwiek)

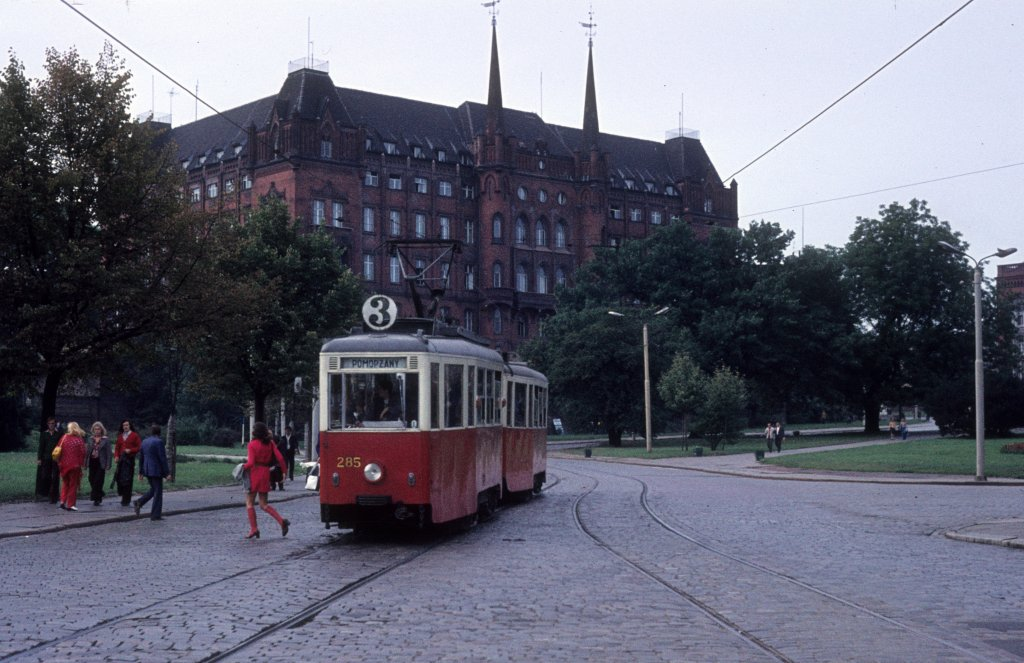
Spårvagnstypen Konstal på Linje 3 1975

Under perioden som följde öppnades linje 8 igen. Sedan Lubeckiegobron återinvigdes 1950 kunde förlängningen av linje 5 till Gocław åter tas i drift. Samma år ändrades sträckningen för spårvagnslinje 6, den gick från Nocznickiego till Potulicka. En ringspårvägslinje kunde upprättas av linje 6 i början av 1951. 1953 togs en ny linje i drift. Den betecknades som linje 9 och gick från Żołnierska till Wawrzyniaka. Ett år senare följde ytterligare en linjeutbyggnad, några linjer kunde förlängas till en ny terminal vid Krzekowo. 1953 fick spårvägen 16 fordon av fabrikatet LOWA ET50, som ursprungligen byggdes 1951 för Warszawas spårväg. Dessutom kom 17 äldre järnvägsvagnar från Warszawa och Wroclaw. Ytterligare förlängningar av spårvagnslinjerna 1 och 8 följde 1955. Sedan driften av linje 9 inte längre lönat sig upphörde den 1957. Efter 1961 byggdes en ny linje 9 från Zajezdnia Pogodno till Potulicka. Ytterligare en Konstal 4N-spårvagn levererades till spårvägen 1962. Under perioden som följde togs begagnade fordon från Warszawa och Wroclaw över. 
År 1964 var följande linjer i drift:
Linje 1: Głębokie – Wojska Polskiego – Brama Portowa – Potulicka
Linje 2: Niebuszewo – Wyzwolenia – Brama Portowa – Wyszyńskiego – Gdańska – Basen Kaszubski
Linje 3: Pomorzany – Las Arkoński
Linje 4: Pomorzany – pl. Kościuszki – Piłsudskiego – Brama Portowa – Hauptbahnhof
Linje 5: Krzekowo – Mickiewicza – Jagiellońska – Obronców Stalingradu – Matejki – Stocznia Szczecińska – Stocznia Remontowa
Linje 6: Gocław – Dworcowa
Linje 7: Krzekowo – Mickiewicza – Jagiellońska – Obronców Stalingradu – Wyszaka – Stocznia Szczecińska
Linje 8: Gumieńce – Brama Portowa – Gdańska – Basen Kaszubski
Linje 9: Zajezdnia Pogodno – Wojska Polskiego – Potulicka
Den 26 april 1965 ändrades linjerutten för spårvagnslinjerna 1, 7 och 9. En ny linje 10 invigdes den 27 oktober 1967, vilken leder från Stocznia Remontowa till Wawrzyniaka. Linje 11 invigdes den 15 december 1974, den ledde till Pomorzany till Ludowa. Den 4 juli 1983 togs förlängningen av linje 2 till Basen Górniczy i drift. 1985 togs linje 12 i drift mellan Pomorzany till Glebokie. 1991 lades spårvagnslinjen 1 och 10 ned på grund av dåligt reseunderlag. 1995 lades spårvagnslinjen 3 ned, men återuppstod 1996 med en kortare sträcka. Den 2 januari 1996 återinvigdes linje 1 med en ny linjesträckning. I januari 1996 beslutade staden att ta över gamla fordon från Düsseldorf och renovera dem i Stettin. 2006 avslutades ett kontrakt med BVG för att ta över 21 spårvagnar av typen Tatra i KT4DT. Under perioden som följde sålde BVG ytterligare 12 fordon av denna typ till Stettin.

## Fordonspark
| Bild | Spårvagnstyp                             | I drift sedan  | Antal vagnar |
| ---- | ---------------------------------------- | -------------- | ------------ |
|      | Konstal 105Ng/2015 (moderniserad 105Na)  | 2015           | 12           |
|      | Konstal 105N2k/2000/S                    | 2001           | 14           |
|      | Protram 105N2k/2000/D                    | 2007           | 6            |
|      | Tatra KT4DtM                             | 2006           | 72           |
|      | Tatra T6A2D                              | 2008           | 48           |
|      | Moderus Alfa HF09 (moderniserad 105Na)   | 2008           | 2            |
|      | Moderus Alfa HF10AC (moderniserad 105Na) | 2011           | 12           |
|      | Pesa 120NaS                              | 2011           | 6            |
|      | Pesa 120NaS2                             | 2013           | 22           |
|      | Moderus Beta                             | 2014/2018/2021 | 6            |

### Veteranspårvagnar som fortfarande är i drift
| Spårvagnstyp      | Tillverkningsår | Antalet vagnar |
| ----------------- | --------------- | -------------- |
| Nordwaggon Bremen | 1926            | 1              |
| Düwag GT6         | 1958            | 1              |
| Düwag B4          | 1957–1960       | 2              |
| Konstal N         | 1954            | 1              |
| Konstal 4N        | 1956–1962       | 3              |
| Konstal 4ND       | 1958            | 1              |
| Konstal 102Na     | 1971–73         | 2              |
| Konstal 105N      | 1975            | 2              |